# رمزنگاری دو قطبی

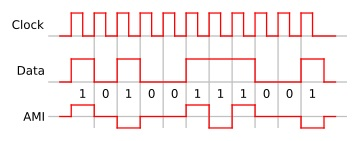
(یک مثال از رمزنگاری دو قطبی، به آن وارونگی متناوب علامت هم گفته می‌شود)

رمزنگاری دو قطبی (نام علمی: Bipolar encoding) در ارتباطات از راه دور، رمزنگاری دو قطبی نوعی کد خطی است. جایی که دو مقدار غیر صفر در آن (در نتیجه +,-،۰)استفاده می‌شود. همچنین سیگنال duobinary signal نامیده می‌شود. رمزنگاری دو قطبی معمولآ یک حداقل تعادلی از سیگنال مثبت وسیگنال منفی را دارد.

## وارونگی متناوب علامت
نوعی از رمزنگاری دو قطبی، کد اختلاف زوج است. ساده‌ترین مثال آن وارونگی متناوب علامت است. در این کد، ۰ دودویی به عنوان ولتاژ سطح ۰ رمزنگاری می‌شود (مانند همانی که در رمزنگاری غیر قطبی داشتیم)،در حالیکه ۱ دودویی به‌طور متناوب به صورت ولتاژ مثبت یا ولتاژ منفی رمزنگاری می‌شود. این اسم به خاطر متن T-carrier،به وجود آمده‌است. دودویی" ۱ "به علامت اشاره می‌کند، در حالیکه دودویی "۰ " فاصله نامیده می‌شود

## ساختار ولتاژ[ب]
استفاده از کد دو قطبی، با توجه به اینکه میانگین پالس‌های مثبت و منفی ولتاژ ۰ می‌شود، به‌طور قابل توجهی از ساخته شدن DCجلوگیری می‌کند. نبودن یا کم بودن مؤلفهٔ DC یک مزیت به حساب می‌آید. به این دلیل که کابل پس از آن ممکن است برای مسافت‌های طولانی‌تر یا برای حمل برق برای تجهیزات میانی مانند تکرارکننده‌های خط استفاده شود.
جز DCمی‌تواند به راحتی و با هزینهٔ پایین قبل از اینکه سیگنال به مدار رمز گشا برسد حذف شود.

## همزمانی و صفرها[ت]
رمزنگاری دو قطبی در جایی که در انتقال سیگنال به نگهداری همزمانی میان فرستنده و گیرنده نیاز است، نسبت به روش عدم بازگشت به صفر ارجحیت دارد. سیستم‌های دیگر باید با استفاده از فرم خارج از باند ارتباطات، هم‌زمان شوند.
(روش‌های جایگزین در عین حال که به یک رسانهٔ انتقال اضافی برای سیگنال کلاک نیاز دارند، به دلیل سر بار به وجود آمده کارایی اشان را هم از دست می‌دهند. رمزنگاری دو قطبی اغلب سازش خوبی است. از آن‌هایی اجرا می‌گیرد که سبب عدم انتقال نمی‌شوند.
با این وجود، توالی طولانی از صفرها یک موضوع باقی می‌ماند. نتیجهٔ توالی‌های طولانی از بیت‌های صفر، عدم انتقال و از دست دادن هم‌زمانی است. در جایی که انتقالات مکرر مورد نیاز است، رمزنگاری(a self-clocking)مانند روش برگشت به صفرو یا کدهای خطی پیچیده ترممکن است مناسب تر باشند، اگر چه آن‌ها سربار قابل توجهی تولید می‌کنند.

کدگذاری به‌طور گسترده در اولین تولیدات شبکه‌های PCM استفاده شده و امروز هنوز بر روی تجهیزات تقسیم قدیمی تر دیده می‌شود. اما ارتباط قوی تر بر نبودن تعداد صفرهای متوالی تکیه دارد. نبودن بیشتر از ۱۵ صفر متوالی می‌تواند همزمانی را تضمین کند. یک راه حل محبوب برای اینکه مطمئن شویم بیشتر از ۱۵ صفر متوالی فرستاده نشده‌است robbed-bit signalingوbit stuffing. می‌باشد. T-carrier از robbed-bit signaling استفاده می‌کند. هنگامی که ضروری باشد کم ارزش‌ترین بیت از بایت۱ می‌شود. اصلاح ۷ بیت سبب تغییری در صدا می‌شود که قابل تشخیص برای گوش انسان نمی‌باشد. اما از بین رفتن جریانی از داده غیرقابل قبول است. کانال‌های داده برای استفاده کردن از دیگر فرم‌های pulse-suffering مورد نیاز هستند. چنانچه به منظور حفظ تراکم کافی برای آن‌ها همیشه بیت هشتم را به "۱"مقدار دهی می‌کنند. اگر کاراکترهای دادهٔ ورودی از الگویی که در آن هر هشتمین بیت "۱"می‌شود پیروی نکنند رمزنگار با استفاده از وارونگی متناوب علامت جهت نگهداری همزمانی، بعد از هر ۷ صفر متوالی یک "۱" اضافه می‌کند. در سمت رمزگشا "۱" اضافه شده توسط کدکننده حذف می‌شودو دوباره دادهٔ صحیح ساخته می‌شود. با استفاده کردن از این متد داده‌ای که بین کدکننده و کد گشا فرستاده می‌شود، به‌طور میانگین به اندازهٔ ۱٪ طولانی‌تر از دادهٔ اصلی است. البته، توان عملیاتی دادهٔ مؤثر را به ۵۶ مقدار kbit/s کاهش می‌یابد.

## تشخیص خطا
مزیت دیگر رمزنگاری دو قطبی در مقایسه با تک قطبی تشخیص خطا است. در مثال T-carrier, سیگنال دو قطبی در فواصل منظم دوباره تولید می‌شود، در نتیجه سیگنال‌هایی که به وسیلهٔ فاصله ضعیف می‌شوند تنها تقویت نمی‌شوند بلکه شناسایی شده و دوباره از نو ساخته می‌شوند. سیگنال‌های ضعیفی که به وسیلهٔ نویز از بین می‌روند سبب تولید خطا می‌شوند، هرعلامت به صفر تفسیر می‌شودو یا هر صفر به عنوان علامت مثبت یا منفی است. هر خطا در بیت‌های سیگنال یک نقض در قوانین دو قطبی را نتیجه می‌دهد. هر نقض دو قطبی (BPV) به یک خطای انتقال اشاره دارد. (موقعیت BPV ضرورتآ موقعیت خطای انتقال نیست)

## دیگر شماهای رمزنگاری T1
در کانال‌های داده، برای اجتناب از نیاز همیشگی به "۱" کردن بیت هشتم (همانگونه که در بالا توصیف شد), دیگر شماهای رمزنگاری T1 ((Modified AMI codes بدون در نطر گرفتن دادهٔ در حال انتقال از انتقال منظم مطمئن می‌شوند. به اینصورت، توان عملیاتی 64 kbit/s به ازای هر کانال بدست می‌آید. B8ZS فرمت جدید تری برای شمال آمریکاست. در حالیکه HDB3 نوع رمزنگاری خط اصلی است که در اروپا و ژاپن استفاده می‌شود. یک شمای رمزنگاری خیلی مشابه، بوسیلهٔ موقعیت‌های منطقیِ معکوس شده‌است. این همچنین استفاده می‌شود و اغلب به رمزنگاری pseudoternary اشاره دارد. در غیر اینصورت این رمزنگاری یکسان است.

## یادداشت
1. ↑  paired disparity code
2. ↑  Voltage Build-up
3. ↑  line repeaters
4. ↑  Synchronization and Zeroes